# Nút thắt Gordian

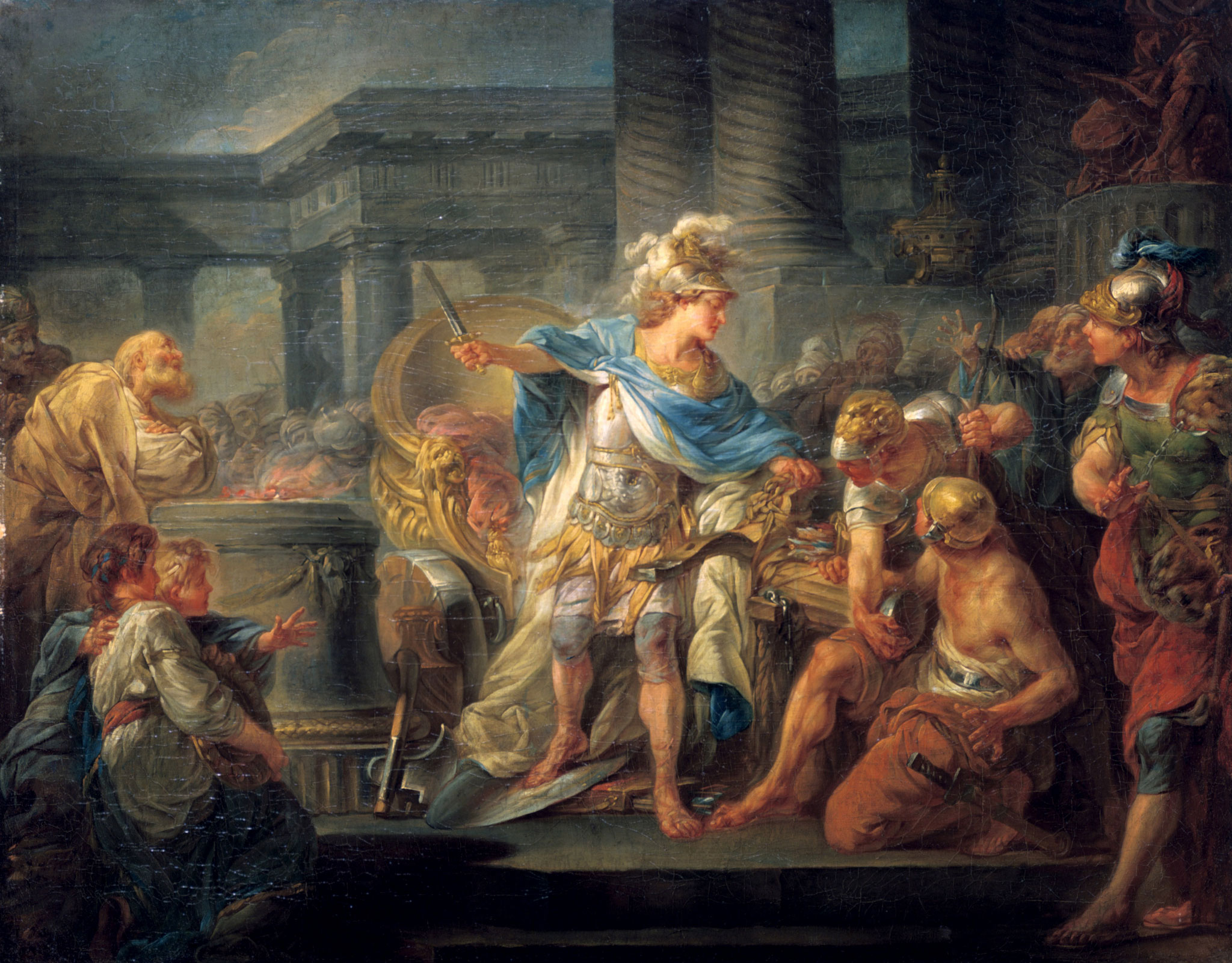
Alexander Đại đế cắt nút thắt Gordian của Jean-Simon Berthélemy (1743–1811)

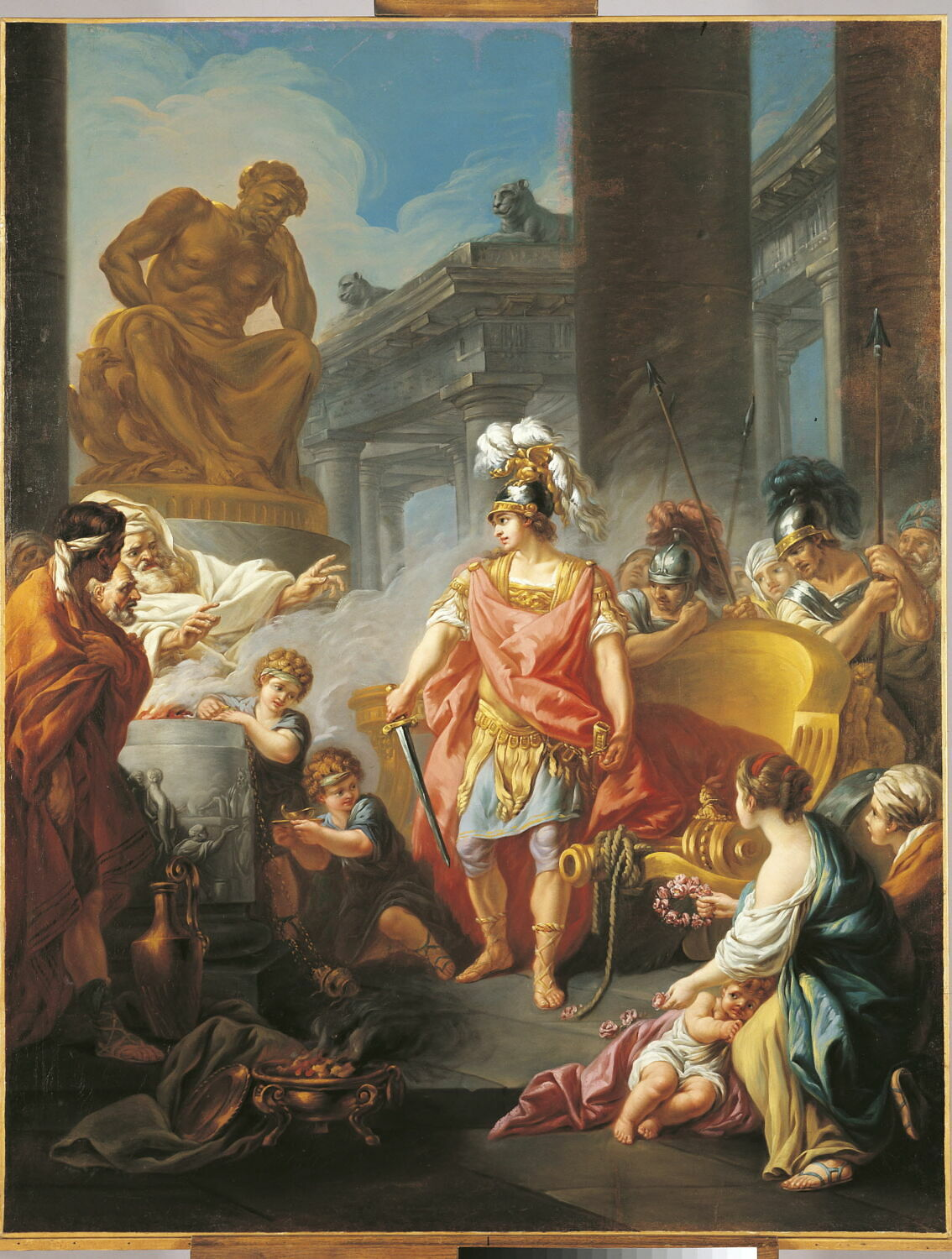
Alexander Đại đế cắt nút thắt Gordian (1767) của Jean-François Godefroy.

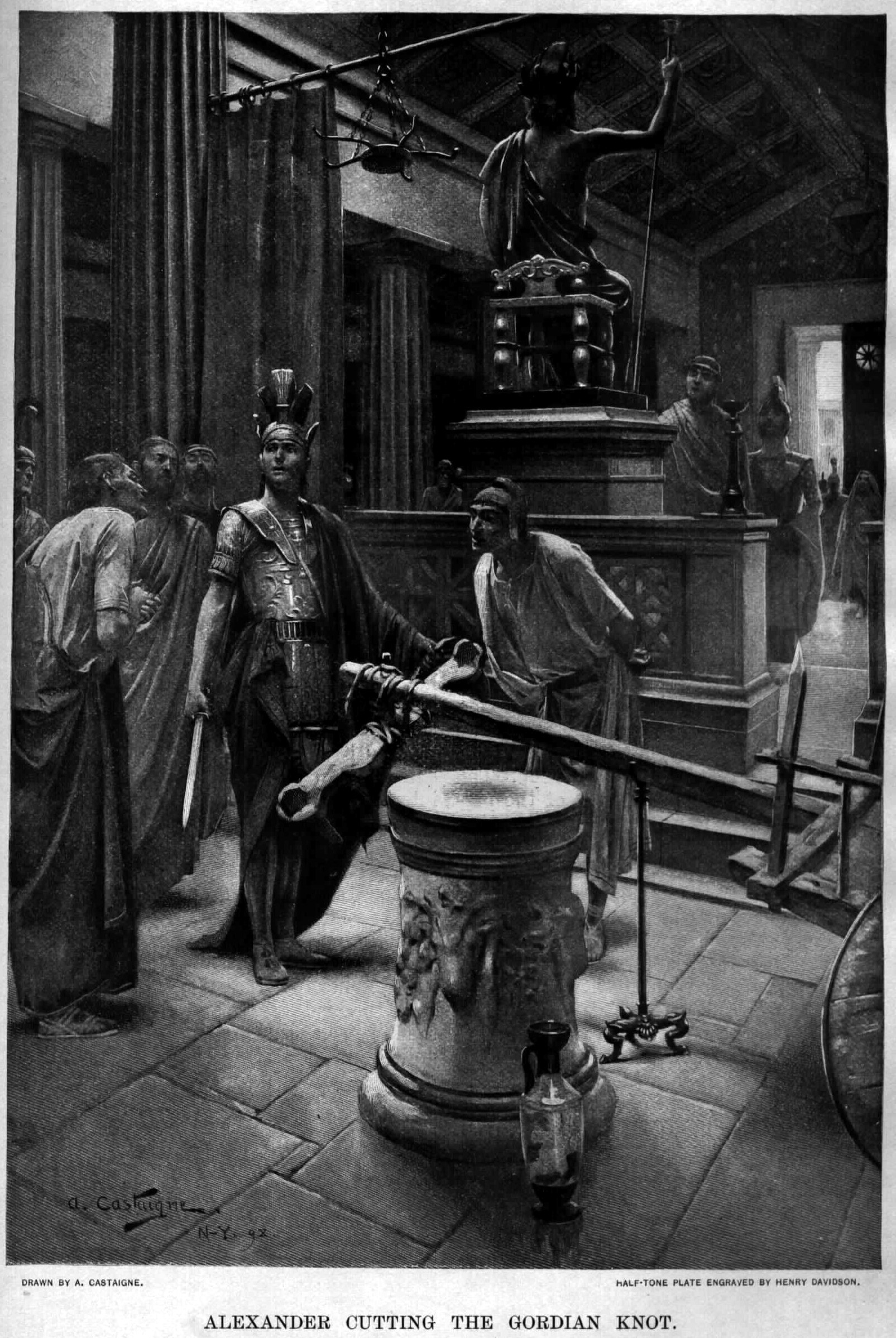
Alexander Đại đế cắt nút thắt Gordian của André Castaigne (1898–1899)

Nút thắt Gordian là một truyền thuyết Hy Lạp cổ đại gắn liền với Alexandros Đại đế, người được cho là đã cắt nút thắt vào năm 333 Trước Công Nguyên. Nó thường được sử dụng như một phép ẩn dụ cho một vấn đề nan giải (tháo gỡ một Nút thắt rối rắm) được giải quyết bằng cách tìm ra một cách tiếp cận vấn đề sáng tạo, có phần "lách luật" để giải quyết, khác với cách nghĩ thông thường. ("cắt nút thắt Gordian")
Turn him to any cause of policy,

The Gordian Knot of it he will unloose,

Familiar as his garter— Shakespeare, Act 1 Scene 1. 45–47

## Truyền thuyết
Phrygia không có vua, nhưng một Nhà tiên tri ở Telmissus (cố đô của Lycia) đã tiên đoán rằng người đàn ông tiếp theo lái xe bò vào thành phố sẽ trở thành vua của họ. Một nông dân tên là Gordias lái xe bò vào thị trấn và ngay lập tức được tuyên bố là vua.Để tỏ lòng biết ơn, con trai nuôi của ông là Midas đã hiến tặng chiếc xe bò cho vị thần Phrygian Sabazios (người mà Người Hy Lạp đồng nhất với Thần Zeus) và buộc nó vào một cây cột bằng một nút thắt phức tạp bằng vỏ Cây ngô đồng (Cornus mas). Nút thắt sau đó được nhà sử học La Mã Quintus Curtius Rufus mô tả là bao gồm "một số nút thắt vướng chặt vào nhau đến mức không thể biết chúng được thắt như thế nào".
Chiếc xe bò vẫn đứng trong cung điện của các vị vua trước đây của Phrygia tại Gordium vào Thế kỷ 4 TCN khi Alexandros đến, lúc đó Phrygia đã thành một tỉnh (satrapy) của Đế chế Achaemenes (Ba Tư) . Một nhà tiên tri đã tuyên đoán rằng bất kỳ người đàn ông nào có thể tháo gỡ những nút thắt phức tạp này sẽ được định sẵn trở thành người thống trị toàn châu Á. Alexandros Đại đế muốn tháo gỡ nút thắt nhưng rất khó khăn. Sau đó, ông lý luận rằng nút thắt được tháo như thế nào cũng không có gì khác biệt, vì vậy ông rút kiếm ra và chém nó làm đôi chỉ bằng một nhát chém. Lời giải của Alexandros làm Zeus thích thú đến nỗi cầm lưỡi tầm sét vung lên làm suốt cả đêm đó trời đầy giông bão, sấm chớp ầm ầm. Zeus đưa Alexanderos từ một basileus (quốc vương) thứ 14 thuộc nhà Argead của Vương quốc Macedonia lên tầm Đại đế làm chủ cả Lục địa Á-Âu.
Các nguồn tin từ thời cổ đại đồng ý rằng Alexandros Đại đế đã phải đối mặt với thách thức về nút thắt, nhưng giải pháp của ông vẫn bị tranh cãi. Cả Plutarch và Arrian đều cho rằng, theo Aristobulus, Alexandros Đại đế kéo chiếc đinh ghim từ cây cột mà chiếc ách được buộc vào, để lộ hai đầu của sợi dây và cho phép ông tháo nút thắt mà không cần phải chém đứt nó. Một số học giả cổ điển coi điều này hợp lý. Các nguồn văn học của câu chuyện bao gồm Arrian (Anabasis Alexandri 2.3), Quintus Curtius (3.1.14), Justin's epitome of Pompeius Trogus (11.7.3), and Aelian's De Natura Animalium 13.1.

## Giải thích
Nút thắt có thể là một mật mã tôn giáo được bảo vệ bởi các linh mục và Nữ tu. Robert Graves gợi ý rằng nó có thể tượng trưng cho cái tên khó tả của Dionysus, được thắt nút như một mật mã, sẽ được truyền qua nhiều thế hệ thầy tu và chỉ được tiết lộ cho các vị vua của Phrygia.
Không giống như ngụ ngôn phổ biến. Nhìn chung, thần thoại này dường như được thiết kế để mang lại tính hợp pháp cho triều đại thay đổi ở vương quốc Anatolia."

The ox-cart suggests a longer voyage, rather than a local journey, perhaps linking Alexander the Great with an attested origin-myth in Macedon, of which Alexander is most likely to have been aware. Based on this origin myth, the new dynasty was not immemorially ancient, but had widely remembered origins in a local, but non-priestly "outsider" class, represented by Greek reports equally as an eponymous peasant or the locally attested, authentically Phrygian in his ox-cart. Roller (1984) separates out authentic Phrygian elements in the Greek reports and finds a folk-tale element and a religious one, linking the dynastic founder (with the cults of "Zeus" and Cybele)
Other Greek myths legitimize dynasties by right of conquest (compare Cadmus), but in this myth the stressed legitimising oracle suggests that the previous dynasty was a race of priest-kings allied to the unidentified oracular deity.